# 北龙乡
北龙乡是浙江省瑞安市下属的一个乡，系海岛乡，以大北列岛为行政区域范围。距瑞安市区约24海里。2011年，和邻近的北麂乡一起撤消，并入东山街道。

## 岛屿分布
北龙乡所在的大北列岛由53个岛礁组成，其中有人居住岛屿9个，无人居住的岛屿十余个，其它为礁石。共设立6个行政村。主岛北龙山是北龙乡政府和大岙农村、大岙渔村所在地。大峙山等岛屿设立小南龙村。北部的铜盘岛、长大岛、王树段岛等设立三联村（以3个岛屿联合之义），村址驻地在铜盘岛。西部的凤凰山、上干山、齿头山（葡萄岙）等岛屿设立凤凰头村，驻在凤凰山岛上。东部的冬瓜屿上设立冬瓜屿村。

## 人口
全乡共有人口约2100人，在渔汛时节，则有附近到本海域捕鱼，人口比平时增加约500人。以捕捞、贝类采集等为主要产业。

## 交通
北龙乡处行较为不便，主岛北龙山与瑞安市区有隔日航班开行，现在营运的是浙瑞航2号交通船，有55座，有时经停铜盘岛。其它岛屿无定期航班，由渔船搭载。